# Lucius Roscius Aelianus Maecius Celer
Lucius Roscius Aelianus Maecius Celer était un sénateur romain du deuxième siècle.  Il a été consul suffectus au nundinium de novembre-décembre 100 ap. J.-C., avec Tiberius Claudius Sacerdos Julianus. Celer est principalement connu à partir d'inscriptions.

## Biographie
Les origines de Maecius Celer suscitent quelques discussions. Le fait que les derniers éléments de son nom soient partagés avec le consul de 101, Marcus Maecius Celer, conduit certains experts à suggérer que les deux hommes sont frères et que Maecius Celer a été adopté par un Roscius. Cependant, Olli Salomies souscrit à l 'hypothèse de Ronald Syme selon laquelle sa filiation Mf fait référence à Marcus Roscius, à savoir Marcus Roscius Coelius, consul en 81, qui épouse une tante du consul de 101, source des deux derniers éléments. Les deux Maecii Celeres seraient alors cousins.

## Carrière militaire
Celer est tribun militaire de la Legio IX Hispana, stationnée en Bretagne. Pendant la guerre de Domitien contre les Chattes, en 83, deux vexillations de la Legio IX Hispana sont envoyées en Allemagne, l'une sous son commandement, l'autre sous celui de Velius Rufus. En récompense de ses victoires, Celer reçoit des dona militaria.

## Carrière politique
Le cursus honorum de Celer est en partie connu grâce à une inscription installée à Tibur par son ami Gaius Vecilius Probus ; Anthony Birley note que « Vecilius Probus a donné seulement une sélection de postes sur l'inscription de Tibur. Sinon, il serait certainement curieux qu'il devienne consul relativement tôt, sans avoir exercé de fonctions dans le service impérial ».
Selon Probus, Celer commence sa carrière publique comme decemvir stiltibus iudicandis au sein de l'un des quatre conseils du vigintiviri, l'exercice de cette fonction constituant un préalable nécessaire pour accéder au Sénat romain.
Celer devient questeur d'un empereur non identifié par les inscriptions ; il s'agit probablement de Domitien.
Devenu sénateur, Celer exerce ensuite les magistratures républicaines traditionnelles de tribun de la plèbe et de préteur. Syme soutient que la date de présélection de Celer au consulat se situe dans les années 90-94, ce qui fait de lui un contemporain de Tacite.
Puis Celer accède à la fonction de consul.
Après son consulat, Celer est nommé proconsul d'Afrique, en 117-118 selon les travaux de Werner Eck.
Les évènements de la dernière partie de la vie de Celer ainsi que la date et le lieu de sa mort demeurent inconnus.
Il est probable que Lucius Roscius L. [f. Qui. Paculus Mae] cius Celer M [...] Postumus Mam [ilianus ? ...] Vergilius Staberia [nus ...], questeur de l'empereur Hadrien , soit le fils ou le petit-fils de ce Maecius Celer.